# Lívia Ághová
Lívia Ághová (* 7. října 1963, Šaľa, Československo) je slovenská operní zpěvačka-sopranistka.

## Stručný životopis
V letech 1978 - 1984 studovala na konzervatoři v Bratislavě. V roce 1985 byla angažována jako sólistka opery ve Slovenském národním divadle v Bratislavě.
Od roku 1988 je sólistkou opery pražského Národního divadla. Vystupovala též ve Státní opeře Praha.  Na svém repertoáru má mimo jiné role:  Neddu (R. Leoncavallo, Komedianti), Júlii (Ch. Gounod, Romeo a Júlie), Bystroušku (L. Janáček, Liška Bystrouška), Žofii (R. Strauss, Růžový kavalír), Mimi (G.Puccini: Bohéma), Mícaelu (G,Bizet: Carmen), Fiordiligi (Mozart: Cosi fan tutte). Hostovala ve Vídni, Madridu, Moskvě, Salzburgu, Kolíně nad Rýnem a dalších významných operních scénách Evropy.

## Role (výběr)
- Mimi (G. Puccini, Bohéma)
- Micaela (G. Bizet, Carmen)
- Pamina (W. A. Mozart, Kouzelná flétna)
- Zuzanka (W. A. Mozart, Figarova svatba)
- Donna Elvíra (W. A. Mozart, Don Giovanni)
- Liu (Puccini, Turandot )
- Xenie (Dvořák, Dimitrij)
- Marcellina (Beethoven, Fidelio)
- Nedda (Leoncavallo, Komedianti)
- Jenůfa (Janáček, Její pastorkyňa)
- Julietta (Martinů, Julietta)
- Fiordiligi (Mozart, Cosi fan tutte)
- Phébé (Rameau, Castor et Pollux)